# Стаций
Пу́блий Папи́ний Ста́ций (40-е годы, Неаполь, Римская империя — около 96, там же) — латинский поэт, современник Домициана, автор эпических поэм «Фиваида» и (незавершённой) «Ахиллеида», а также сборника «Сильвы».

## Биография
Основные сведения о нём известны из стихотворений самого поэта. Он родился в Неаполе, его отец был грамматиком, автором поэмы о гражданской войне 68-69 годов. Дата рождения — около 40 или между 40 и 50 годами.
Согласно Ювеналу, Стаций написал текст мима «Агава» для популярного актёра Париса (начало 80-х годов), что принесло ему доход. Стаций выступал на состязаниях поэтов, одержав победу в Альбе (около 90 года) панегириком в честь побед Домициана над даками и германцами, но выступление на Капитолийских играх (94 год) было неудачным.
Над 12 книгами «Фиваиды» он работал 12 лет (примерно с 80 по 92 годы). В начале поэмы он оговаривает, что «не решается воспеть» великие деяния Домициана.
Считается, что его современник Марциал в эпиграммах упоминает Стация под именем Классика.
В стихах Стаций говорит о своей работе над «Ахиллеидой». Принято считать, что вторую эпическую поэму он не завершил из-за преждевременной смерти.

## Творчество

### «Сильвы»
Сборник включает 32 стихотворения «на случай», составляющие 5 книг. Каждой книге предшествует предисловие, которое (впервые в сохранившихся латинских текстах) составлено прозой (все пять обращены к разным вельможам, друзьям Стация). Автором сборника с тем же названием («Сильвы» в 10 книгах) был почитаемый Стацием Лукан, но так как он утрачен, влияние установить невозможно.
Те стихотворения, которые можно датировать, написаны между 89 (война с даками) и 95 (семнадцатое консульство Домициана) годами. Поэтому вероятно, что первые четыре книги вышли в свет как единый сборник в 95 году (еще до смерти Домициана), а последняя книга была опубликована посмертно (при этом вошедшая в неё жалоба на смерть отца написана около 80 года).
Большая часть стихов (26 из 32) написана гексаметром, однако встречаются и иные размеры: гендекасиллабы (IV 9). Оды IV 5 и IV 7, написанные соответственно алкеевой и сапфической строфами, считаются подражаниями Горацию.
Стаций демонстрирует значительные мифологические познания, а также сочиняет сам «миф» о происхождении (айтион) дерева в поместье Атедия Мелиора (II 3). Неоднократно поэт предоставляет слово богам (например, беседа Амора и Венеры в эпиталамии I 2); в IV 3 о славе Домициана — строителя дороги пророчествует Халкидская сивилла.
Основные темы:
- Жалобы и утешения: на смерть своего отца (V 3) и отца Клавдия Этруска (III 3), на смерть раба-любимца Атедию Мелиору (II 1) и Флавию Урсу (II 6), Абасканту на смерть жены (V 1), на смерть своего приемного сына (V 5, не завершена).
- Эпиталамий (свадебная песнь) Стелле и Виолентилле (I 2), поздравление Юлию Менекрату по случаю рождения сына (IV 8).
- Описания: виллы Манилия Вописка (I 3), статуи коня (I 1).
- Прощание с отплывающим другом (пропемптикон) — III 2.
- Значительное место занимает император Домициан: стихи на его 17 консульство (IV 1), благодарность за приглашение на пир (IV 2), стихи о локонах фаворита Домициана Флавия Эарина (III 4), описание дороги Домициана (IV 3).

Существует ряд пересечений между темами стихов Марциала и Стация:
- Описание бань Клавдия Этруска (Сильвы I 5 и Марциал VI 42),
- Описание статуэтки Геркулеса (Сильвы IV 6 и Марциал IX 43, 44),
- Поздравление на день рождения поэта Лукана его вдове Полле (Сильвы II 7 и Марциал VII 21-23).

### «Фиваида»
Наиболее известное сочинение Стация и единственная сохранившаяся от античности поэма о фиванской войне. Детали соотношения Стация с греческим поэтом Антимахом, чья «Фиваида» сохранилась лишь во фрагментах, и другими предшественниками, нельзя установить. Сравнение с сохранившимися трагедиями фиванского цикла показывает, что изложение Стация близко следует Еврипиду, но отличается от Эсхила и Софокла. Но прежде всего ориентиром для него служила «Энеида» Вергилия, о чем он сам говорит в заключении поэмы. Как и в «Энеиде», война начинается в седьмой книге. Присутствуют обычные для эпоса описания игр, ночной вылазки. При этом Стацию свойственна повышенная риторичность, делавшая его поэзию привлекательной для одних эпох и неестественной для других.

### «Ахиллеида»
Было написано лишь начало поэмы: пребывание Ахилла на Скиросе и прибытие Диомеда и Улисса, которые находят его среди девушек.

## Последующая традиция
Влияние Стация отмечают у Немезиана, Авзония, Клавдиана, Драконция. Комментарии к «Фиваиде» составил Лактанций Плацид (автор второй половины V-начала VI века).
Данте ставил Стация как поэта сразу вслед за Вергилием и утверждал, что тот даже принял христианство. Стаций выступает как важный персонаж «Божественной комедии», появляясь в пятом круге Чистилища (песнь XXI) и сопровождая рассказчика до Земного Рая (песнь XXXIII).
О популярности эпоса Стация в средние века свидетельствует то, что рукописей «Фиваиды» сохранилось очень много (учтено более 130), древнейшая — конца IX века, содержит также «Ахиллеиду» (codex Parisinus 8051), еще 8 рукописей датируются X—XI веками.
Напротив, старейшая известная рукопись «Сильв» переписана около 1430 года, остальные — копии с неё. Предполагается, что эта рукопись (codex Matritensis M 31) — копия более ранней, найденной П. Браччолини. Кроме того, отдельно сохранилось стихотворение II 7 (о Лукане) в рукописи X века (codex Laurentianus).
Editio princeps «Фиваиды» появилось около 1470 года, «Ахиллеиды» и «Сильв» — в 1472 году, но в разных изданиях.
Первый полный английский перевод «Фиваиды» был сделан У. Л. Льюисом в 1766 году, перевод «Ахиллеиды» — Р. Говардом (1660), прозаический перевод «Сильв» — Слейтером (1908). В конце XX-начале XXI века появился ряд новых английских переводов.
Русский перевод «Фиваиды» выполнен Ю. А. Шичалиным (1991). «Сильвы» до 2019 г. оставались одним из немногих классических римских текстов, отсутствовавших в полном русском переводе.  

### Тексты и переводы
Латинские тексты
Полные русские переводы:
- Стаций, Публий Папиний. Фиваида / Пер. Ю. А. Шичалина под ред. С. В. Шервинского, статья Ю. А. Шичалина, примеч. Е. Ф. Шичалиной. Отв. ред. М. Л. Гаспаров, С. В. Шервинский. (Серия «Литературные памятники»). М.: Наука, 1991. 352 стр. 10000 экз.
- Стаций, Публий Папиний. Ахиллеида / Под общ. ред. А.В. Подосинова (Серия «AD USUM SCHOLARUM»). М.: Импэто, 2011. 120 стр. 500 экз.
- Стаций, Публий Папиний. Сильвы / Пер. Т. Л. Александровой. СПб.: Алетейя, 2019. 254 стр. 500 экз.

Русские переводы отдельных стихотворений из «Сильв»:
- I.1 и IV.6 // Римская литература в переводах С. П. Кондратьева. - М., 1939. - С. 371-373; то же // Античные поэты об искусстве. 2-е изд. СПб.: Алетейя, 1996. С. 123—132;
- II.4; IV.6; IV.7; V.4 // Парнас. Антология античной лирики / Пер. С. Ошерова и Н. Позднякова. - М.: Московский рабочий, 1980. - С. 327-333;
- I.5 и IV.6 // Марциал. Эпиграммы. - СПб.: Алетейя, 1994. - С. 391-395;
- II. 2; II. 7; III. 1; III. 5 и IV. 8 // Поэты имперского Рима / Пер. с лат. Т. Л. Александровой. М.: Изд-во ПСТГУ, 2013. С. 48-79. ISBN 978-5-7429-0769-5

Переводы на европейские языки:
- Издание в серии «Loeb classical library» (латинский текст с английским переводом): Vol. I (1928). Silvae. Thebaid (I—IV) Vol. II (1928). Thebaid (V—XII). Achilleid
  - 2-е изд. в переводе Шеклтона Бейли под № 206, 207, 498 (см. рецензии на новое издание «Фиваиды» и новое издание «Сильв»)
- «Сильвы» в англ. пер. (1908)
- В серии «Collection Budé» сочинения Стация изданы в 6 томах: «Сильвы» в 2 томах, «Фиваида» в 3 томах и «Ахиллеида».

### Античные схолии
- Комментарий Лактанция Плацида, издание 1898 года (частичный просмотр).
- Robert Dale Sweeney (Hg.): Vol. 1: Lactantii Placidi in Statii Thebaida commentum. Anonymi in Statii Achilleida commentum. Fulgentii ut fingitur Planciadis super Thebaiden commentariolum. Teubner, Stuttgart 1997 (Bibliotheca scriptorum Graecorum et Romanorum Teubneriana), ISBN 3-8154-1823-2. (частичный просмотр) Vol. 2: Testimonia. Indices. 1998.

### Исследования
Общие работы:
- Альбрехт М. фон. История римской литературы. Т. 2. С. 1030—1047. (с библиографией, в примечаниях: Альбрехт)
- Шичалин Ю. А. Публий Папиний Стаций — гениальный поэт в бездарную эпоху. // Стаций. Фиваида. М., 1991. С. 227—259. (в примечаниях Шичалин 1991)
- Schetter W. Untersuchungen zur epischen Kunst des Statius. Wiesbaden, 1960.
- Cancik H. Untersuchungen zur lyrischen Kunst des P. Papinius Statius. Hildesheim, 1965.
- Venini P. Studi staziani. Pavia, 1971.
- Aricò G. Ricerche Staziane. Palermo, 1972.
- Johannes J. L. Smolenaars, Harm-Jan van Dam, Ruurd R. Nauta (ed.), The Poetry of Statius. Mnemosyne, Supplementa 306. Leiden/Boston: Brill, 2008. Pp. x, 269. ISBN 978-90-04-17134-3 (рецензия)

«Сильвы»:
- Håkanson L. Statius’ Silvae. Critical and Exegetical Remarks. Lund, 1969.
- Newmyer S. T. The Silvae of Statius. Structure and Theme. Leiden, 1979.
- Bright D. F. Elaborate Disarray. The Nature of Statius’ Silvae. Meisenheim, 1980.
- Hardie A. Statius and the Silvae. Liverpool (Trowbridge), 1983.
- Carole Newlands, Statius' Silvae and the Poetics of Empire. Cambridge: Cambridge University Press, 2002. 356 р. ISBN 0-521-80891-X. (рецензия)
- Noelle K. Zeiner, Nothing ordinary here: Statius as creator of distinction in the Silvae. New York and London: Routledge, 2005. 329 р. ISBN 0-415-97098-9. (рецензия)
- Nina Johannsen, Dichter über ihre Gedichte: Die Prosavorreden in den 'Epigrammaton libri' Martials und in den 'Silvae' des Statius. Hypomnemata, 166. Göttingen: Vandenhoeck & Ruprecht, 2006. 404 р. ISBN 3-525-25265-X. ISBN 978-3-525-25265-9. (рецензия)
- Meike Rühl, Literatur gewordener Augenblick. Die Silven des Statius im Kontext literarischer und sozialer Bedingungen. (Untersuchungen zur antiken Literatur und Geschichte, 81). Berlin: de Gruyter, 2006. 421 р. ISBN 978-3-11-019112-7. (рецензия)

«Фиваида»:
- Håkanson L. Statius’ Thebaid. Critical and Exegetical Remarks. Lund, 1969.
- Vessey D. W. T. Statius and the Thebaid. Cambridge, 1973.
- Dominik W. J. Speech and Rhetoric in Statius’ Thebaid. Hildesheim, 1994. 377 p. (рецензия)
- Dominik W. J. The Mythic Voice of Statius. Power and Politics in Statius’ Thebaid. Leiden, 1994. XIV, 198 p. (рецензия)
- Helen Lovatt, Statius and Epic Games. Sport, Politics, and Poetics in the Thebaid. Cambridge Classical Studies. Cambridge: Cambridge University Press, 2005. Pp. xii, 336. ISBN 0-521-84742-7. (рецензия)
- R. Ganiban, Statius and Virgil: The Thebaid and the Reinterpretation of the Aeneid. Cambridge, 2007. (частичный просмотр)
- Charles McNelis, Statius' Thebaid and the Poetics of Civil War. Cambridge: Cambridge University Press, 2007. Pp. x, 203. ISBN 978-0-521-86741-2. (рецензия)

«Ахиллеида»:
- Clogan P. M. The Medieval Achilleid of Statius. Leiden, 1968.
- Heslin, P. J. The Transvestite Achilles: Gender and Genre in Statius' Achilleid (Cambridge) 2005.